# Kal (Klatovy)
Kal je malá vesnice, část města Klatovy ve stejnojmenném okrese v Plzeňském kraji. Nachází se asi tři kilometry západně od Klatov. Kal leží v katastrálním území Kal u Klatov o rozloze 1,01 km².

## Historie
První písemná zmínka o vesnici pochází z roku 1636.

## Obyvatelstvo
| Rok            | 1869 | 1880 | 1890 | 1900 | 1910 | 1921 | 1930 | 1950 | 1961 | 1970 | 1980 | 1991 | 2001 | 2011 | 2021 |
| -------------- | ---- | ---- | ---- | ---- | ---- | ---- | ---- | ---- | ---- | ---- | ---- | ---- | ---- | ---- | ---- |
| Počet obyvatel | 80   | 87   | 80   | 88   | 89   | 68   | 94   | 77   | 96   | 89   | 65   | 53   | 54   | 68   | 85   |
| Počet domů     | 14   | 14   | 14   | 13   | 11   | 10   | 13   | 19   | 18   | 18   | 18   | 21   | 21   | 21   | 24   |

## Obecní správa
Při sčítání lidu v letech 1850–1949 Kal byl osadou obce Bezděkov v okrese Klatovy. V letech 1950–1963 byl samostatnou obcí v okrese Klatovy. Od roku 1964 je částí města Klatovy ve stejnojmenném okrese. V letech 1950–1963 k obci patřily Poborovice.

## Další fotografie

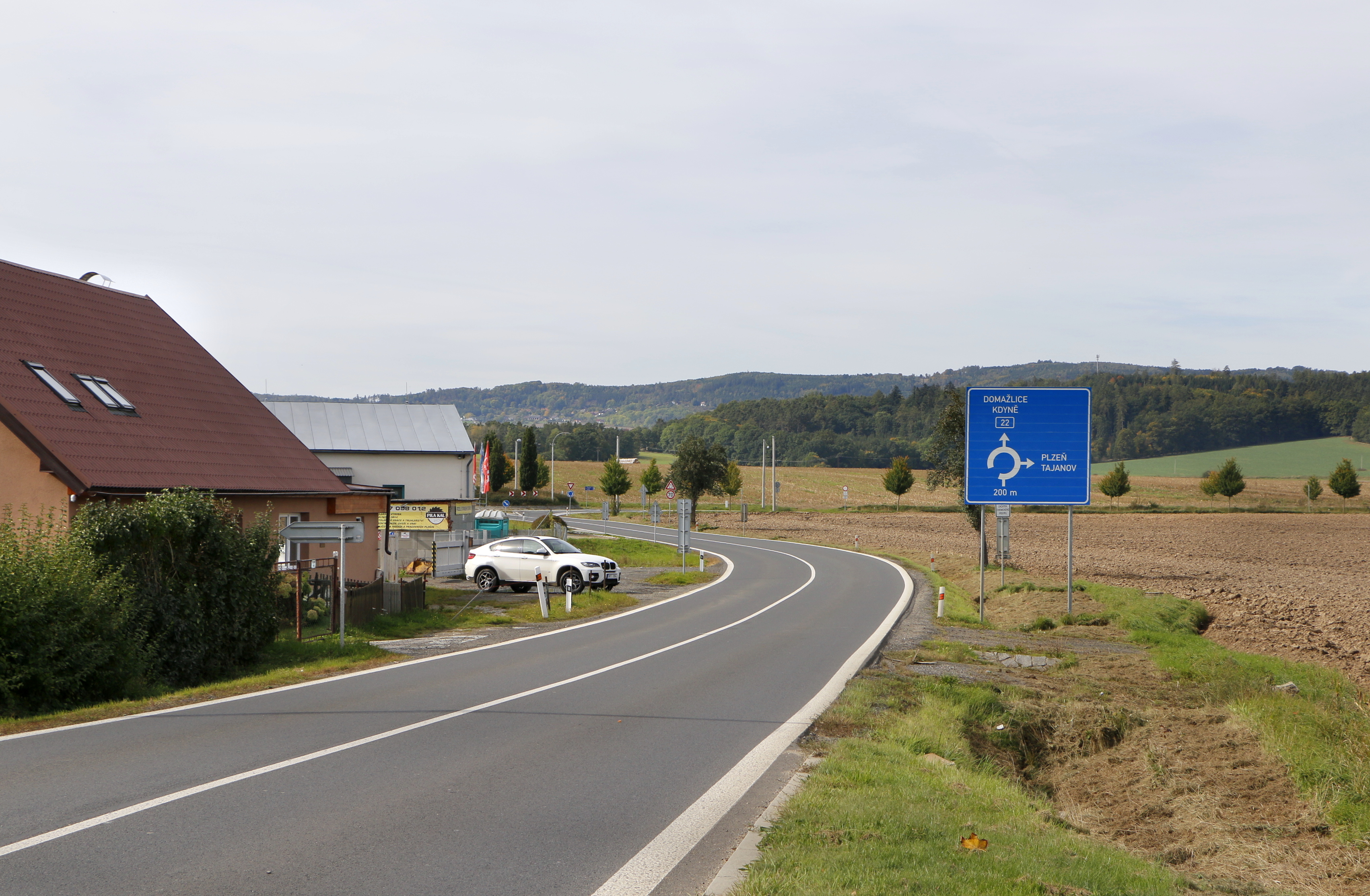
Silnice I. třídy 22 na jihu vesnice
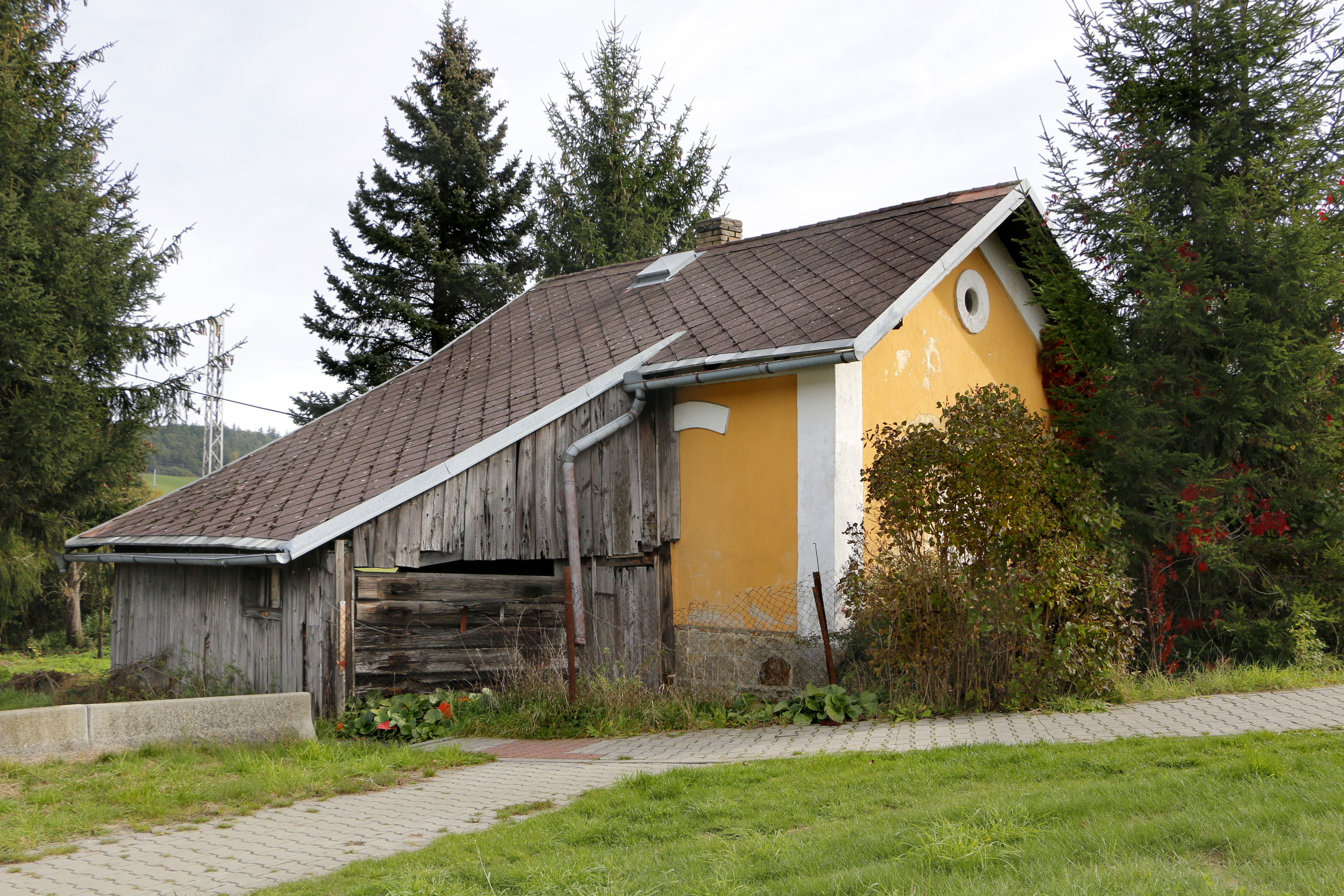
Bývalý strážní domek u trati
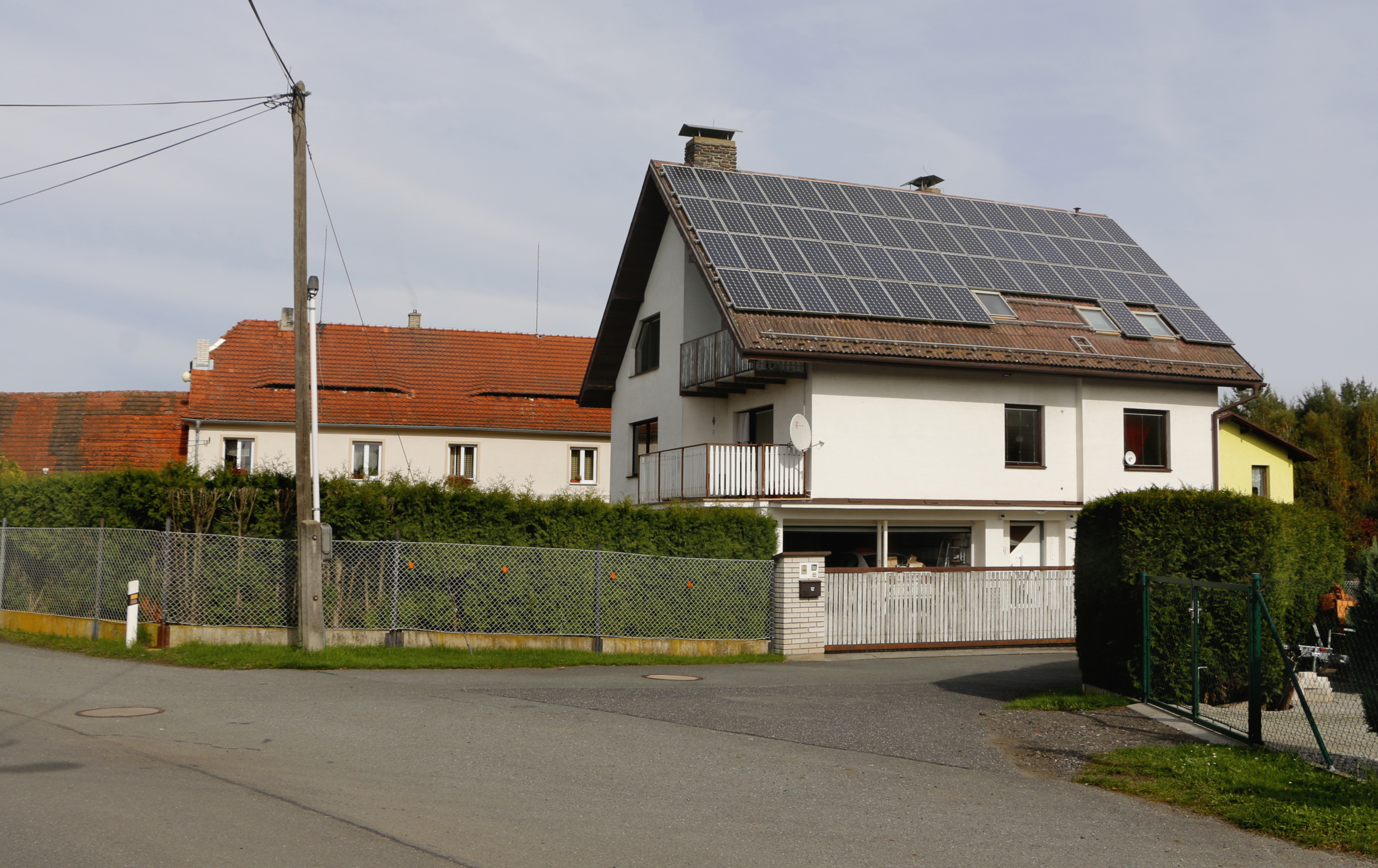
Střed vesnice